# 4-та повітряна армія (США)

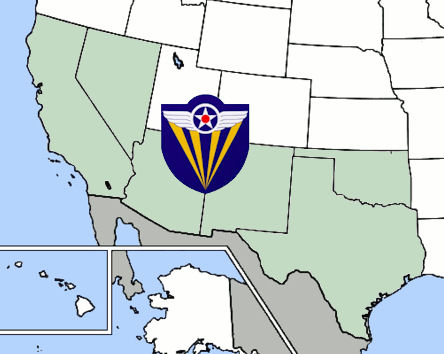
Зона відповідальності 4-ї повітряної армії в роки Другої світової війни

4-та повітряна армія (США) (англ. Fourth Air Force) — повітряна армія у складі ПС США. Штаб-квартира повітряної армії розташована на військово-повітряній базі Марч, в окрузі Морено-Валлі, у штаті Каліфорнія.

## Призначення
4-та повітряна армія — одна з трьох номерних повітряних армій, що підпорядковуються Командуванню резерву ПС, Робінс, штат Джорджія. Армія керує діяльністю та контролює підготовку понад 33 500 льотчиків із 18 авіаційних крил та однієї групи.
Близько 200 членів штабу 4-ї повітряної армії забезпечують діяльність підпорядкованих підрозділів та персоналу, щодо організації, підготовки, оснащення, забезпечення та підтримки вимог національної безпеки в усьому спектрі проведення операцій від воєнного стану до подій у надзвичайних ситуаціях. Штаб проводить моніторинг та надає допомогу всім підпорядкованим підрозділам, які здійснюють стратегічні авіаперевезення, десантування та доставляння майна, повітряну медичну евакуацію, дозаправлення у повітрі та інші пов'язані з проведенням експедиційних заходів дії щодо підтримки.
Персонал повітряної армії складається з техніків резерву ПС, традиційних резервістів та цивільних службовців. Переважно вони належать до Транспортного командування Повітряних сил, а також до Командування матеріального забезпечення, Командування освіти та тренувань та Тихоокеанського командування Повітряних сил.

## Склад
До складу 4-ї повітряної армії входять:
- 349-те повітрянодесантне авіакрило (C-5 Galaxy, KC-10 Extender, C-17 Globemaster III) (Тревіс, Каліфорнія);
- 452-ге повітрянодесантне авіакрило (C-17 Globemaster III, KC-135R Stratotanker) (Марч, Каліфорнія);
- 514-те повітрянодесантне авіакрило (KC-10 Extender, C-17 Globemaster III) (Макгвайр, Нью-Джерсі)

- 315-те транспортне авіакрило (C-17 Globemaster III) (Чарлстон, Південна Кароліна)
- 433-тє транспортне авіакрило (C-5 Galaxy) (Лекланд, Техас)
- 439-те транспортне авіакрило (C-5 Galaxy) (Вестовер, Массачусетс)
- 445-те транспортне авіакрило (C-17 Globemaster III) (Райт-Паттерсон, Огайо)
- 446-те транспортне авіакрило (C-17 Globemaster III) (Маккорд, Вашингтон)
- 512-ге транспортне авіакрило (C-5 Galaxy, C-17 Globemaster III) (Довер, Делавер)
- 911-те транспортне авіакрило (C-17 Globemaster III) (Піттсбург, Пенсільванія)
- 914-те транспортне авіакрило (KC-135 Stratotanker) (Ніагара-Фоллс, Нью-Йорк)

- 434-те авіакрило дозаправлення (KC-135 Stratotanker) (Гріссом, Індіана)
- 459-те авіакрило дозаправлення (KC-135R Stratotanker) (Ендрюс, Меріленд)
- 507-ме авіакрило дозаправлення (KC-135R Stratotanker) (Тінкер, Оклахома)
- 916-те авіакрило дозаправлення (KC-135R Stratotanker) (Сеймур Джонсон, Північна Кароліна)
- 927-ме авіакрило дозаправлення (KC-135R Stratotanker) (Мак-Ділл, Флорида)
- 931-ше авіакрило дозаправлення (KC-135R Stratotanker) (Макконнелл, Канзас)
- 940-ве авіакрило дозаправлення (KC-135R Stratotanker) (Біл, Каліфорнія)